# Alphabet St.
"Alphabet St." is een nummer van de Amerikaanse artiest Prince. Het nummer werd uitgebracht op zijn album Lovesexy uit 1988. Op 23 april van dat jaar werd het nummer uitgebracht als de eerste single van het album.

## Achtergrond
"Alphabet St." is geschreven en geproduceerd door Prince. Het was oorspronkelijk geschreven als een akoestisch bluesnummer, maar groeide uiteindelijk uit tot een funk- en hiphopnummer vol samples. In de albumversie zit een rap door Cat Glover. Op de B-kant van de single staat een remix van het nummer met de titel "Alphabet St. ("This is not music, this is a trip")", waarop aan het begin de titel en andere regels worden herhaald. Verder is het een instrumentale versie van het origineel met hier en daar een kleine wijziging.
"Alphabet St." is de eerste single van Prince die op cd verscheen, alhoewel dit alleen in het Verenigd Koninkrijk en Japan gebeurde. Het werd een wereldwijde hit: in de Amerikaanse Billboard Hot 100 kwam het tot de achtste plaats, terwijl in het Verenigd Koninkrijk de negende plaats werd gehaald. Het werd een nummer 1-hit in onder meer Nieuw-Zeeland en Noorwegen, en kwam in diverse andere landen ook in de top 10. In Nederland kwam het tot de vijfde plaats in de Top 40 en de derde plaats in de Nationale Hitparade Top 100, terwijl in Vlaanderen de negende plaats in de voorloper van de Ultratop 50 werd gehaald.
In de videoclip van "Alphabet St." is Prince te zien terwijl hij loopt en rijdt door een omgeving die gevuld is met letters. De clip bevat een aantal verborgen boodschappen. Aan het eind van het eerste couplet verschijnt "She'll want me from my head to my feet" in beeld. Vervolgens is de tekst "Don't buy The Black Album, I'm sorry." een fractie van een seconde te zien. Andere verborgen teksten zijn "heaven is so beautiful", "4 the light dance", "funk guitar", "is 4 punks" en "if U don't mind".

## Hitnoteringen

### Nederlandse Top 40
| Hitnotering: 30-04-1988 t/m 02-07-1988 | Hitnotering: 30-04-1988 t/m 02-07-1988 | Hitnotering: 30-04-1988 t/m 02-07-1988 | Hitnotering: 30-04-1988 t/m 02-07-1988 | Hitnotering: 30-04-1988 t/m 02-07-1988 | Hitnotering: 30-04-1988 t/m 02-07-1988 | Hitnotering: 30-04-1988 t/m 02-07-1988 | Hitnotering: 30-04-1988 t/m 02-07-1988 | Hitnotering: 30-04-1988 t/m 02-07-1988 | Hitnotering: 30-04-1988 t/m 02-07-1988 | Hitnotering: 30-04-1988 t/m 02-07-1988 | Hitnotering: 30-04-1988 t/m 02-07-1988 |
| Week                                   | 1                                      | 2                                      | 3                                      | 4                                      | 5                                      | 6                                      | 7                                      | 8                                      | 9                                      | 10                                     |                                        |
| -------------------------------------- | -------------------------------------- | -------------------------------------- | -------------------------------------- | -------------------------------------- | -------------------------------------- | -------------------------------------- | -------------------------------------- | -------------------------------------- | -------------------------------------- | -------------------------------------- | -------------------------------------- |
| Positie                                | 33                                     | 13                                     | 9                                      | 7                                      | 5                                      | 6                                      | 9                                      | 16                                     | 29                                     | 39                                     | uit                                    |

### Nationale Hitparade Top 100
| Hitnotering: 30-04-1988 t/m 23-07-1988 | Hitnotering: 30-04-1988 t/m 23-07-1988 | Hitnotering: 30-04-1988 t/m 23-07-1988 | Hitnotering: 30-04-1988 t/m 23-07-1988 | Hitnotering: 30-04-1988 t/m 23-07-1988 | Hitnotering: 30-04-1988 t/m 23-07-1988 | Hitnotering: 30-04-1988 t/m 23-07-1988 | Hitnotering: 30-04-1988 t/m 23-07-1988 | Hitnotering: 30-04-1988 t/m 23-07-1988 | Hitnotering: 30-04-1988 t/m 23-07-1988 | Hitnotering: 30-04-1988 t/m 23-07-1988 | Hitnotering: 30-04-1988 t/m 23-07-1988 | Hitnotering: 30-04-1988 t/m 23-07-1988 | Hitnotering: 30-04-1988 t/m 23-07-1988 | Hitnotering: 30-04-1988 t/m 23-07-1988 |
| Week                                   | 1                                      | 2                                      | 3                                      | 4                                      | 5                                      | 6                                      | 7                                      | 8                                      | 9                                      | 10                                     | 11                                     | 12                                     | 13                                     |                                        |
| -------------------------------------- | -------------------------------------- | -------------------------------------- | -------------------------------------- | -------------------------------------- | -------------------------------------- | -------------------------------------- | -------------------------------------- | -------------------------------------- | -------------------------------------- | -------------------------------------- | -------------------------------------- | -------------------------------------- | -------------------------------------- | -------------------------------------- |
| Positie                                | 43                                     | 12                                     | 8                                      | 3                                      | 3                                      | 5                                      | 7                                      | 9                                      | 22                                     | 40                                     | 58                                     | 79                                     | 82                                     | uit                                    |

### NPO Radio 2 Top 2000
Alphabet St. stond alleen in 2016 in de NPO Radio 2 Top 2000, op plek 1761.